# حسان شمسي باشا
دكتور حسان وصفي شمسي باشا، طبيب سوري من مواليد حمص عام 1951م. استشاري أمراض القلب في مستشفى الملك فهد للقوات المسلحة بجدة وزميل الكليات الملكية للأطباء في أيرلندا وغلاسجو ولندن وزميل الكلية الأمريكية لأطباء القلب، من مؤلفاته كتاب الدليل الطبي للمريض في شهر الصيام.

## التعليم والشهادات
درس الابتدائية والمتوسطة والثانوية في مدارس حمص. درس الطب في جامعة حلب، وتخرج عام 1975، وكان من الخمسة الأوائل في كلية الطب. حصل على شهادة الدراسات العليا في الأمراض الباطنية من جامعة دمشق عام 1978، ونال المركز الأول في تلك الشهادة. كما نال درجة الشرف الأولى في الرسالة التي أعدَّها بعنوان اعتلال العضلة القلبية.
سافر بعدها إلى بريطانيا للتخصص حيث مكث في لندن ومانشستر وبرستون زهاء عشر سنوات، تخصص خلالها بأمراض القلب، وعمل زميلاً باحثاً في أمراض القلب في مشافي جامعة مانشستر لمدة ثلاث سنوات. نال شهادة عضوية الكلية الملكية للأطباء الداخليين في بريطانيا عام 1981 وشهادة عضوية الكلية الملكية للأطباء الداخليين في أيرلندا عام 1987.

## عمله
قدم إلى المملكة العربية السعودية عام 1988 ليعمل كاستشاري لأمراض القلب في مستشفى الملك فهد للقوات المسلحة بجدة، فرئيساً لقسم القلب، فرئيساً لقسم العناية المركزة لأكثر من سبع سنوات. أقيمت له حفل تكريم; الاثنينية; بجدة بتاريخ 4 ذو القعدة 1418 هـ تقديرا لجهوده في مجال التثقيف الطبي من خلال الكتب والمقالات التي نشرها في المجلات والصحف العربية.
انتخب عام 1995 زميلاً للكلية الملكية للأطباء في لندن وزميلاً للكلية الملكية للأطباء في غلاسجو، وزميلاً للكلية الملكية للأطباء في أيرلندا. أنتخب أيضاً زميلاً للكلية الأمريكية لأطباء القلب. أدخل في موسوعة Who is Who لمشاهير الأطباء في العالم لعام 2000

## المجالس والهيئات
- عضو مجلس إدارة جمعية أمراض القلب السعودية منذ عام 1995 وحتى عام 2006.
- عضو جمعية أمراض القلب البريطانية.
- زميل الجمعية العالمية لأمراض الأوعية الدموية.
- عضو الجمعية الأمريكية لأطباء العناية المركزة.
- عضو الجمعية البريطانية للتغذية.
- عضو الجمعية البريطانية لأمراض الصدر.
- عضو الجمعية البريطانية لأمراض الغذاء.
- عضو هيئة التحرير ومستشار مُحكَّم لعدد من المجلات الطبية مثل المجلة الطبية السعودية [الإنجليزية] وحوليات الطب السعودي [الإنجليزية]
- خبير في مجمع الفقه الإسلامي الدولي بجدة.

## المؤتمرات والندوات التي شارك فيها
شارك في العديد من المؤتمرات والندوات منها:
1. مؤتمرات جمعية أمراض القلب السعودية.
2. مؤتمرات جمعية أمراض القلب البريطانية.
3. مؤتمرات الجمعية الأوروبية لتصلب الشرايين.
4. مؤتمرات جمعية أمراض القلب المصرية.
5. مؤتمر أطباء التخدير والعناية المركزة في العالم العربي بدمشق.
6. المؤتمر العالمي لمرض السكري - جدة.
7. مؤتمر جمعية التخدير والعناية المركزة السعودية - جدة.
8. مؤتمر أطباء القلب لدول البحر المتوسط - بيروت.
9. ندوات الأخلاقيات الطبية في المملكة العربية السعودية وغيرها.
10. الندوة الطبية الفقهية التاسعة - الدار البيضاء.
11. مؤتمرات مجمع الفقه الإسلامي الدولي منذ عام 1990م.

هذا إضافة إلى المشاركة في العديد من المؤتمرات الدولية لأمراض القلب في الولايات المتحدة وأوروبا. كما ألقى العديد من المحاضرات في ندوات طبية محلية في المملكة العربية السعودية. وترأس العديد من الجلسات العلمية في مؤتمرات وندوات أمراض القلب.

## المؤلفات
وهي من منشورات دار القلم دمشق، دار البشير جدة، مكتبة السوادي جدة، أو دار المنارة جدة:

### في أمراض القلب
1. كيف تقي نفسك من أمراض القلب
2. ارتفاع ضغط الدم
3. الدهون.. والكولسترول.. والقلب
4. قلبك بين الصحة والمرض
5. دليلك إلى عمليات القلب الجراحية بالاشتراك مع الدكتور عبد الله عشميق
6. دليلك إلى القسطرة القلبية بالاشتراك مع الدكتور خالد الشيبي والدكتور وقار حبيب
7. دليلك إلى كهربائية القلب بالاشتراك مع الدكتور رائد سويدان
8. الوقاية من أمراض القلب بالاشتراك مع البروفسور منصور النزهة (كتيب المجلة العربية العدد الخامس والثلاثون، فبراير 2000 م)
9. الوقاية من الحمى الروماتيزمية
10. الوقاية من أمراض شرايين القلب التاجية

### في الصحة العامة
1. وصايا طبيب
2. شبابك كيف تحافظ عليه
3. صحتك بين الحقائق والأوهام
4. كيف تتخلص من الصداع
5. كيف تتخلص من الإمساك ؟
6. أطباء الغرب يحذرون من شرب الخمر
7. القهوة والشاي: فوائدها وأضرارها
8. الميلاتونين: هل هو الدواء السحري ؟
9. القشرة والصلع والشيب والحناء
10. الثقافة الطبية : متعة الحياة

### في الطب النبوي
1. قبسات من الطب النبوي والأدلة العلمية الحديثة
2. زيت الزيتون بين الطب والقرآن
3. الأسرار الطبية الحديثة في السمك والحوت
4. النوم والأرق والأحلام.. بين الطب والقرآن
5. الأسودان: التمر والماء
6. الإعجاز الطبي في القرآن والسنة (كتيب المجلة العربية)
7. معجزة الاستشفاء بالعسل والغذاء الملكي
8. الشفاء بالحبة السوداء بين الإعجاز النبوي والطب الحديث
9. الأسرار الطبية الحديثة في الثوم والبصل
10. الرضاعة من لبن الأم
11. أسرار الختان تتجلى في الطب الحديث
12. الطب النبوي بين العلم والإعجاز

### قضايا طبية فقهية
1. الدليل الطبي والفقهي للمريض في شهر الصيام
2. الصوم بين الفقه والطب بالاشتراك مع الدكتور محمد علي البار
3. صحتك في الحج والعمرة
4. صوموا تصحوا

### أخلاقيات الطب
1. مسؤولية الطبيب بين الفقه والقانون بالاشتراك مع الدكتور محمد علي البار
2. الرعاية الصحية.. مشاكل وحلول بالاشتراك مع الدكتور محمد علي البار والبروفسور عدنان أحمد البار
3. أخلاقيات البحوث الطبية بالاشتراك مع الدكتور محمد علي البار
4. موسوعة أخلاقيات مهنة الطب بالاشتراك مع الدكتور محمد علي الباروالبروفسور عدنان أحمد البار

### في الأدب والتاريخ
1. هكذا كانوا يوم كنا
2. الداء والدواء بين الأطباء والأدباء
3. حذار حذار من هذه الكتب

### في التربية والسلوك
1. أسعد نفسك وأسعد الآخرين
2. كيف تربي أبناءك في هذا الزمان
3. همسة في أذن شاب
4. همسة في أذن فتاة
5. سهرة عائلية في رياض الجنة
6. عندما يحلو المساء
7. همسة في أذن زوجيين
8. هناك يحلو اللقاء

### كتب باللغة الإنجليزية
1. Hope heartcare handbook، Manchester Freepress 1987، Manchester
2. Handbook of coronary care blackwell Scientific is Publication 1990 London.
3. Patient’s Guide to heart disease . Dar AlManara، Jeddah 1997
هذا إضافة إلى أكثر من خمسين بحثا طبيا في أمراض القلب نشرت في المجلات الطبية الأمريكية والأوربية. كما نشر له مئات المقالات في المجلات والصحف العربية 